# Dryophylax dixoni
Dryophylax dixoni — вид змій родини полозових (Colubridae). Мешкає в Колумбії і Венесуелі. Вид названий на честь американського герпетолога Джеймса Рея Діксона.

## Поширення і екологія
Dryophylax dixoni мешкають в басейні річки Ориноко на сході Колумбії (Араука, Касанаре) та у Венесуелі (на схід до північного Болівару). Вони живуть у вологих, сезонно заплавних саванах льяносу, в галерейних і прибережних лісах, на висоті до 500 м над рівнем моря.